# 沃尔塔

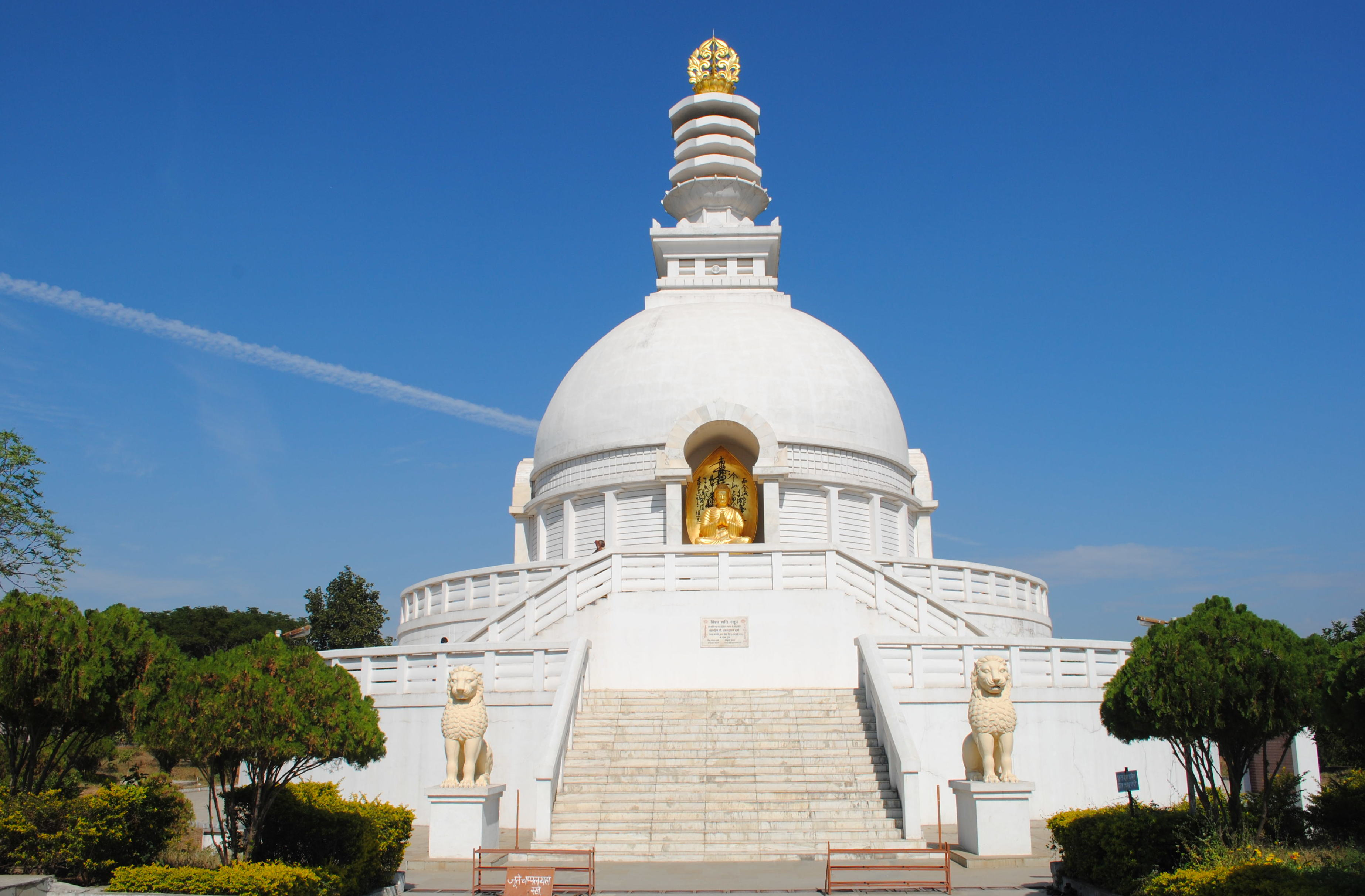
Wardha

沃尔塔是印度马哈拉施特拉邦的一座城市，人口约11万（2001年）。
沃尔塔得名于流经该地区的沃尔塔河。